# 529년

## 연호
- 남량(南梁) 대통(大通) 3년 / 중대통(中大通) 원년
- 북위(北魏) 영안(永安) 2년

## 기년
- 남량(南梁) 무제(武帝) 28년
- 북위(北魏) 효장제(孝莊帝) 2년
- 신라(新羅) 법흥왕(法興王) 16년
- 고구려(高句麗) 안장왕(安臧王) 11년
- 백제(百濟) 성왕(聖王) 7년

## 사건
- 동로마 제국의 장군 벨리사리우스가 다라에서 페르시아에 대승을 거둠.

## 문화
- 유스티니아누스 1세에 의해 플라톤의 아카데미아가 폐교되다.